# Ceratoscopelus townsendi
Ceratoscopelus townsendi és una espècie de peix de la família dels mictòfids i de l'ordre dels mictofiformes.

## Morfologia
Els adults poden assolir 18,4 cm de longitud. Té entre 35 i 38 vèrtebres: 35-38.

## Reproducció
És ovípar amb larves i ous planctònics.

## Alimentació
Menja crustacis.

## Depredadors
És depredat per Pseudopentaceros wheeleri, Thunnus alalunga i Zalophus californianus.

## Hàbitat
És un peix marí i d'aigües profundes que viu entre 100-500 m de fondària. Es troba a tots els oceans.